# Гложник, Винцент
Винцент Гложник (словац. Vincent Hložník; 22 октября 1919[…], Сведерник, Жилина — 10 декабря 1997, Братислава) — словацкий живописец, график, иллюстратор, скульптор и педагог, брат Фердинанда Гложника. Он один из важнейших представителей словацкого изобразительного искусства, поколения художников Второй мировой войны, представитель экспрессионизма.
Он проиллюстрировал более сотни произведений мировой и национальной литературы. В своей работе он реагировал в основном на события Второй мировой войны. Об этом он рассказывает в документальном фильме «Винцент Гложник» из серии «Профили», реализованном Словацким телевидением в Братиславе в 1994 году (сценарий Татьяны Синековой, режиссёр Федор Бартко).

## Биография
Винцент Гложник родился в селе Сведерник, расположенном примерно в десяти километрах ниже по течению от Жилины по реке Ваг, на берегу которой прошло его детство. В семье было пятеро детей, среди которых он был самым старшим. Ещё в детстве он любил рисовать и с четырнадцати лет подписывал свои произведения. Учился в муниципальной школе Сведерника, где его талант обнаружил учитель рисования Зденек Балаш.
Профессиональное образование получал в Праге в 1937—1942 годах в Высшей школе прикладного искусства (профессора Франтишек Кисела и Йозеф Новак). В 1943 году он вернулся в Словакию, поселившись в Жилине, а позже в Сведернике.
С 1945 по 1949 года он был членом пражской ассоциации Mánes. 29 августа 1945 стал членом-основателем Группы изящных художников. В 1948 году окончил обучающий визит в Италию. В 1952—1972 годах работал преподавателем в Академии изящных искусств в Братиславе, а с 1960 по 1964 — был ректором.
В 1972 году он был вынужден покинуть школу по политическим причинам и стал работать свободным художником. Он разрабатывал графические проекты для чехословацких почтовых марок.
В 2009 году семья Винцента Гложника подарила его 799 произведений Жилинскому самоуправляющемуся региону, а в Поважской галерее искусств была открыта постоянная выставка его работ.

## Работы

### Картины
- Вечерняя баллада. 1941. Холст, масло, 490×1190 мм, частная коллекция
- Голова. 1942. Акварель, 500×300 мм, частная коллекция
- Изгнан войной. 1944 г. Темпера, гуашь на бумаге, 460×680 мм, частная коллекция
- Беженцы. 1945 г. Темпера на картоне, 400×850 мм, частная коллекция
- Быки. 1969. Темпера, 980×980 мм
- Клетка. 1972. Масло на картоне, 660×370 мм
- Люди и хищники. 1982. 1750×850 мм

### Графика и иллюстрации
- За Волгой не земля IV. 1960. Двухцветная линогравюра, 220×250 мм, галерея Орава
- Китайские сказки II. 1960. Цветная линогравюр, 180×255 мм, галерея Орава
- Солнце. 1962 г. Цветная ксилография на бумаге, 530×540 мм, частная собственность
- Одиссея. 1963. Цветная литография, 140×350 мм, галерея Орава
- Фауст II. 1964. Линогравюра, 400×255 мм, галерея Орава
- Встречи / О поэзии Л. Новоместского. 1971. Линогравюра, 665×487 мм
- Всадники. Листков из цикла Апокалипсис. 1975. 270×185 мм
- Круг. 1978. 285×206 мм
- Быки. 15.12.1994. Почтовая марка, ротационная печать на стали в сочетании с глубокой печатью, 40×50 мм

### Скульптура
- Женщина («Донна»), бронза, 400 мм, Художественная галерея — Шюргер, Тврдошин
- Даная, бронза, Художественная галерея — Шюргер, Тврдошин
- Ню I. («Атто I»), бронза, 560 мм, галерея модерн, Липтовский Микулаш
- Ню II («Атто I»), бронза, 400 мм, галерея модерн, Липтовский Микулаш